# Coupe ABF
La Coupe ABF est une ancienne compétition de clubs féminins de handball en Espagne. Organisée par l'Associatión de clubes de Balonmano Femenino (es) (ABF, qui a existé entre 2000 et 2013), elle était l'équivalent de la Coupe ASOBAL chez les hommes. 
Au fil du temps, plusieurs grands clubs ont quitté l'ABF, conduisant à une perte d'intérêt de la compétition au point que la dernière édition a été disputée en 2012.

## Palmarès
Le palmarès est :
| Saison     | Clubs        | Lieu de la finale | Vainqueur                 | Finaliste                   | Score        |
| ---------- | ------------ | ----------------- | ------------------------- | --------------------------- | ------------ |
| 2000-2001  | 16           | L'Eliana          | BM El Osito L’Eliana      | Ferrobús Mislata            | 22-21        |
| 2001-2002  | 4            | Mislata           | BM El Osito L’Eliana (2)  | Ferrobús Mislata            | 36-33        |
| 2002-2003  | 4            | Saint-Sébastien   | BM El Osito L’Eliana (3)  | BM Alsa Elda                | 24-23        |
| 2003-2004  | 6            | Estella-Lizarra   | BM El Osito L’Eliana (4)  | SD Itxako                   | 27-25        |
| 2004-2005  | 6            | Alicante          | Elda Prestigio            | Cementos La Unión Ribarroja | 21-19        |
| 2005-2006  | Non disputée | Non disputée      | Non disputée              | Non disputée                | Non disputée |
| 2006-2007  | 4            | León              | Club León Balonmano       | Astroc Sagunto              | 26-25        |
| 2007-2008  | 4            | Saragosse         | Balonmano Parc Sagunt (5) | Cementos La Unión Ribarroja | 28-25        |
| 2008-2009  | 4            | Saint-Sébastien   | Balonmano Parc Sagunt (6) | Akaba Bera Bera             | 39-26        |
| 2009-2010  | Non disputée | Non disputée      | Non disputée              | Non disputée                | Non disputée |
| 2010-2011, | 4            | Alicante          | CB Mar Alicante           | Elda Prestigio              | 23-22        |
| 2011-2012  | 4            | Castro Urdiales   | Club León Balonmano (2)   | Elda Prestigio              | 28-24        |